# Tovarna avtomobilov Maribor
TAM (Tovarna avtomobilov Maribor) – jugosłowiańskie, a następnie słoweńskie przedsiębiorstwo motoryzacyjne, które od 1947 roku produkuje autobusy i ciężarówki.

## Historia
Gdy Słowenia jako część Królestwa Jugosławii dostała się pod okupację III Rzeszy, w 1942 roku w Mariborze powstała fabryka silników do samolotów Messerschmitt, jednak została ona zniszczona przez samoloty aliantów.
Po II wojnie światowej zostały odbudowane hale dawnej fabryki silników samolotowych, które służyły do produkcji różnych urządzeń przemysłowych. Ważną rolę odgrywała m.in. produkcja podzespołów samochodowych. Toteż wkrótce fabryka otrzymała nową nazwę Maribor Tezno Tovarna Avtomobilov. 31 grudnia 1946 r. Josip Broz Tito podpisał dekret o zmianie profilu produkcyjnego fabryki z silników lotniczych na fabrykę samochodów, która od tej pory nosiła nazwę Tovarna avtomobilov Maribor. Produkcja samochodów ruszyła w 1947 roku. Pierwszym produktem były ciężarówki Pionir o ładowności 3 ton, na licencji czechosłowackiego przedsiębiorstwa Praga. Do 1962 roku w Mariborze powstało ponad 17 tysięcy tych pojazdów. W 1961 roku zachodnioniemieckie przedsiębiorstwo KHD sprzedało licencję TAM-owi, po podpisaniu której ruszyła produkcja TAM-a 4500 o ładowności 4,5 tony. Konstrukcja TAM-a 4500 posłużyła później jako baza do produkcji autobusów TAM A3000. Uruchomiona została także produkcja 2-tonowego TAM-a 2000. W tym samym roku fabryka zmieniła nazwę na Tovarna avtomobilov in motorjev – Maribor. TAM jako zakład bazowy skupiał ponad 30 niezależnych przedsiębiorstw motoryzacyjnych zatrudniających łącznie 25 tysięcy pracowników. W samym Mariborze liczba personelu wynosiła 7500 osób. Rocznie przedsiębiorstwo produkowało 10 tysięcy ciężarówek. W ramach kooperacyjnych wspólnie z przedsiębiorstwem Itas wytwarzane były naczepy, a kooperacja z Vozila Gorica owocowała ciągnikami siodłowymi. TAM rozpoczęła także eksport do Europy Zachodniej.
Z początkiem lat 70. nastąpiła zmiana profilu produkcyjnego. TAM 75 zastąpił model 2000, TAM 130 i 170 zastąpił model 4500. KHD stał się częścią nowego koncernu Iveco-FIAT. W 1981 roku na targach w Belgradzie TAM pokazał własne konstrukcje – modele 130, 190 i 260 z odchylaną do przodu kabiną. Kooperacja z KHD ograniczyła się do montażu silników. Nowe modele weszły na rynek w 1983 roku. Opracowana została także wersja militarna – TAM 110T 4x4 i 150T 6x6. Poza rozwijającą się produkcją autobusów, TAM zaczął montować pojazdy specjalne. Produkował chłodnie, cysterny, transportery drewna, mieszarki betonu, dźwigi, wozy strażackie i inne. Nadal została utrzymana współpraca z KHD.
W 1991 roku Słowenia po wojnie dziesięciodniowej odłączyła się od Jugosławii, co spowodowało niestabilność przedsiębiorstwa TAM, w którym stopniowo następowała wyprzedaż majątku. Utworzono drobne spółki. W tym samym roku czwartą część udziałów wykupiło Iveco. W 1996 r. TAM zbankrutował. Rząd słoweński dla ratowania TAM-a utworzył nową grupę przedsiębiorstw samochodowych, 14 producentów komponentów samochodowych weszło w jej skład. W kwietniu 2001 roku powstał nowy twór – Tovarna vozil Maribor d.o.o., mający ścisły kontakt z Iveco. Sektor autobusów nadzorował Neoplan. Natomiast współpraca z Magirus-Deutz zaowocowała ciężarówkami nowej generacji. W ramach współpracy z Neoplanem w 2004 roku uruchomiono licencyjną produkcję autobusów lotniskowych dla sieci tego producenta. W ramach tej współpracy w sieci przedsiębiorstwa Neoplan wiosną 2009 r. zaczęto oferować autobus turystyczny klasy midi Marbus ViveTH. W 2008 roku przedsiębiorstwo TVM ogłosiło, że umowa z Neoplanem wygasła i rozpoczęła sprzedaż autobusów lotniskowych na własną rękę. W marcu 2009 r. zdobyła duży kontrakt w jednym z państw arabskich. Miały one być wyprodukowane na bazie modelu Neoplan N9122L Apronliner. W czerwcu 2009 roku przedsiębiorstwo VISEON Bus GmbH, wydzielone z marki Neoplan, wniosło sprawę do słoweńskiego sądu o ochronę dóbr intelektualnych. Jednocześnie koncern MAN, który posiada 20% akcji spółki VISEON wstrzymał dostawy podzespołów do przedsiębiorstwa TVM, zrezygnowano również ze sprzedaży autobusów tej marki w sieci Neoplana. W 2011 roku przedsiębiorstwo ogłosiło bankructwo, a w 2013 roku powróciło jako TAM Durabus.

## Galeria

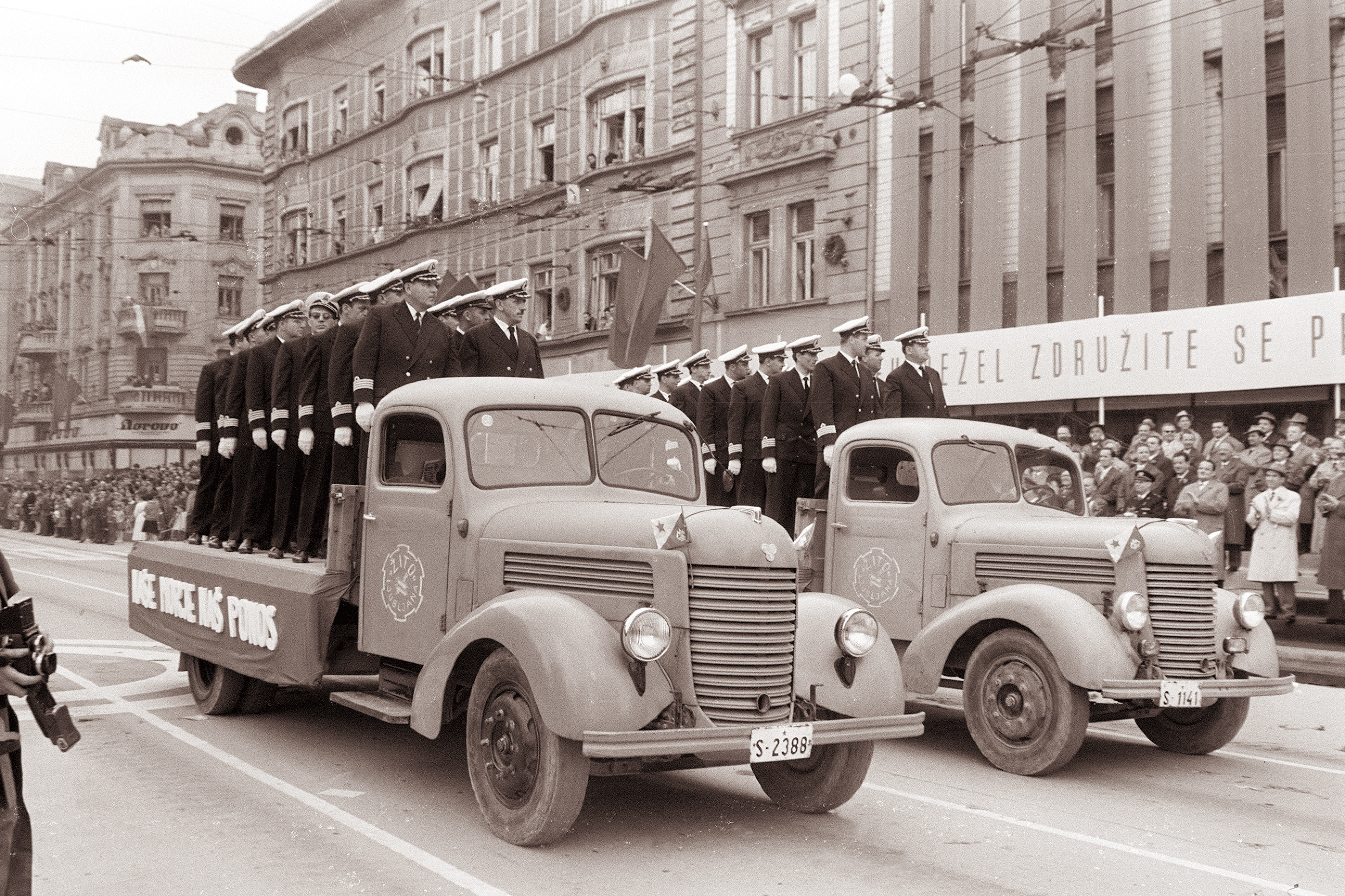
TAM Pionir
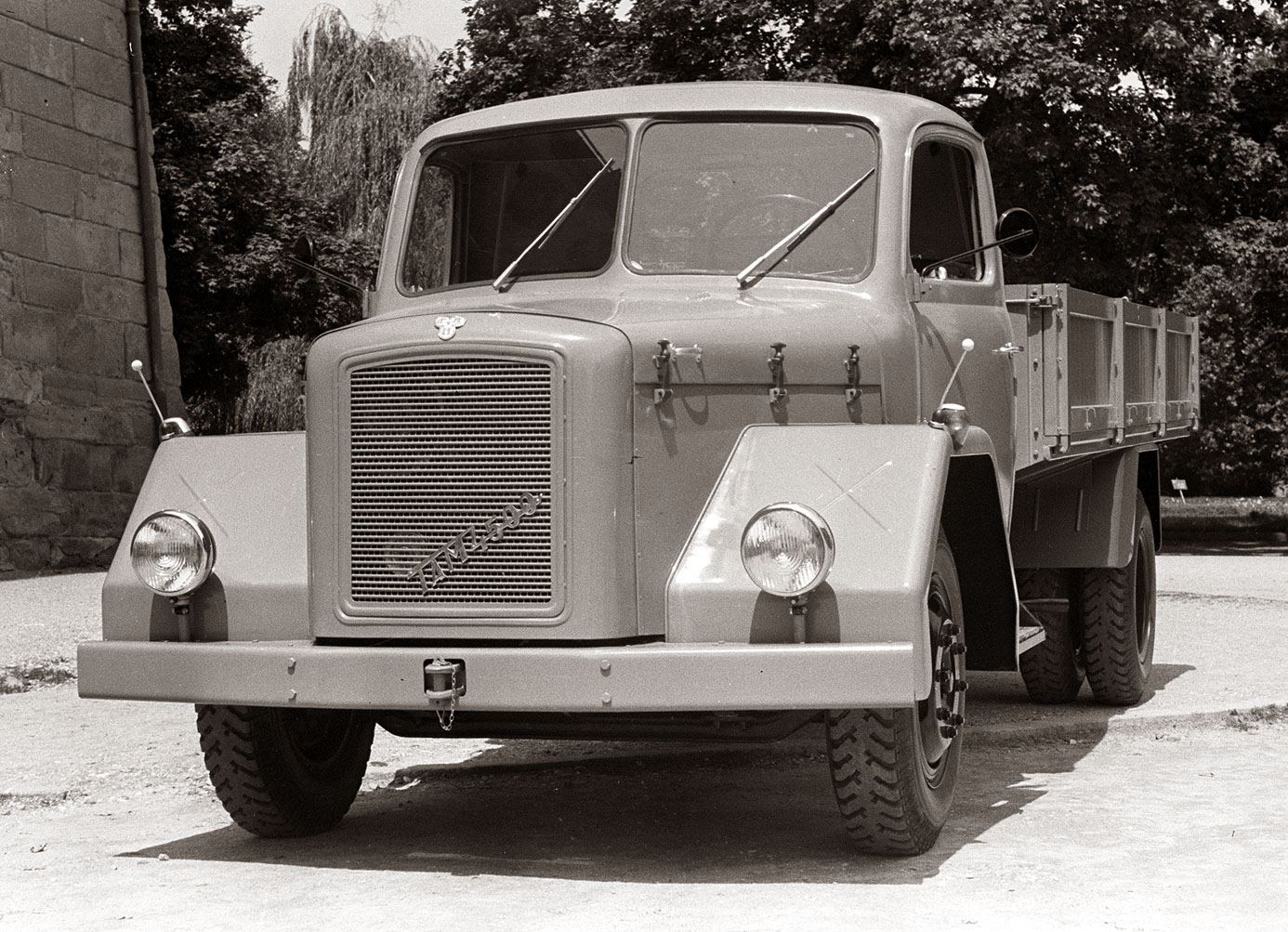
TAM 4500
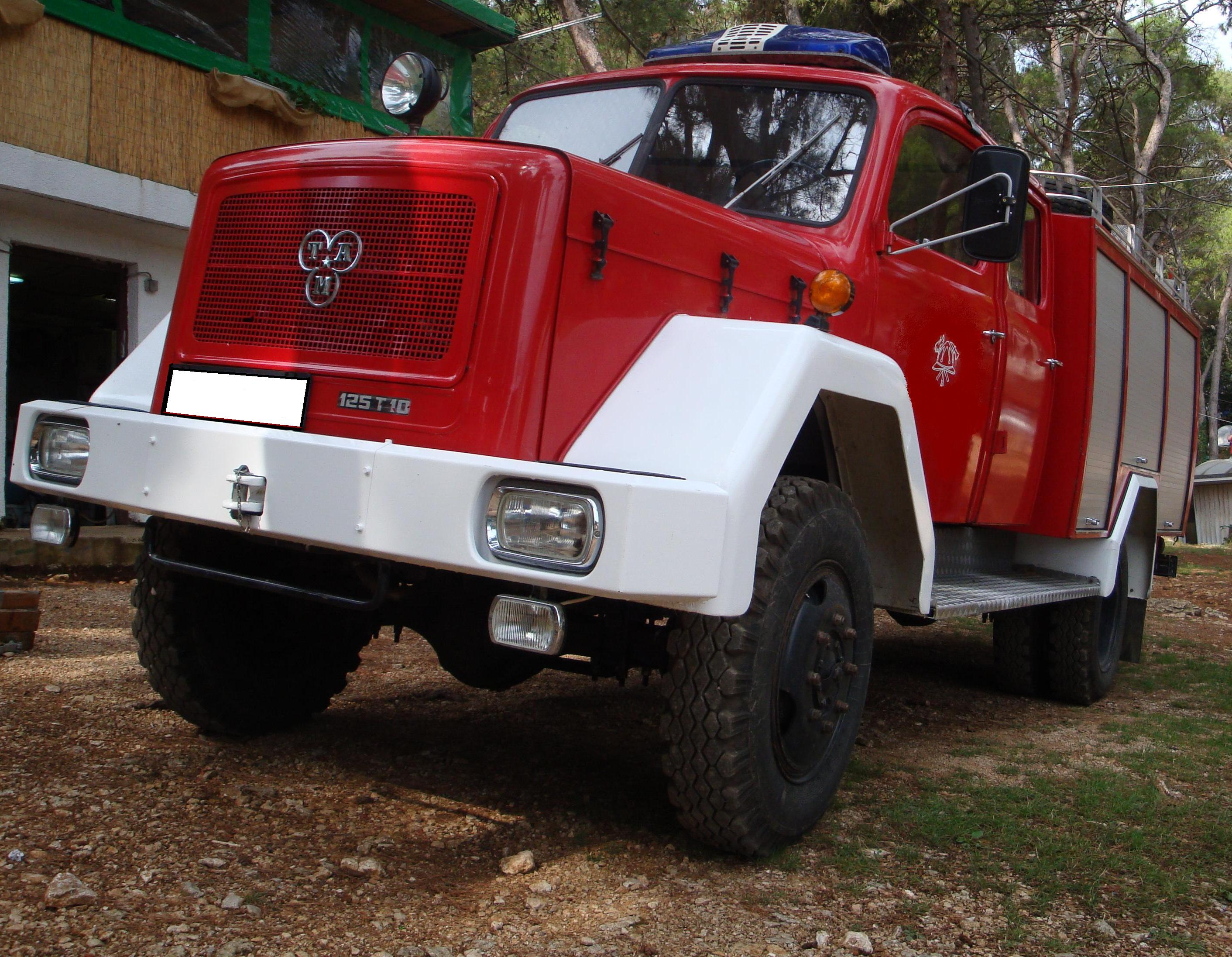
TAM 125 T 10 jako wóz strażacki
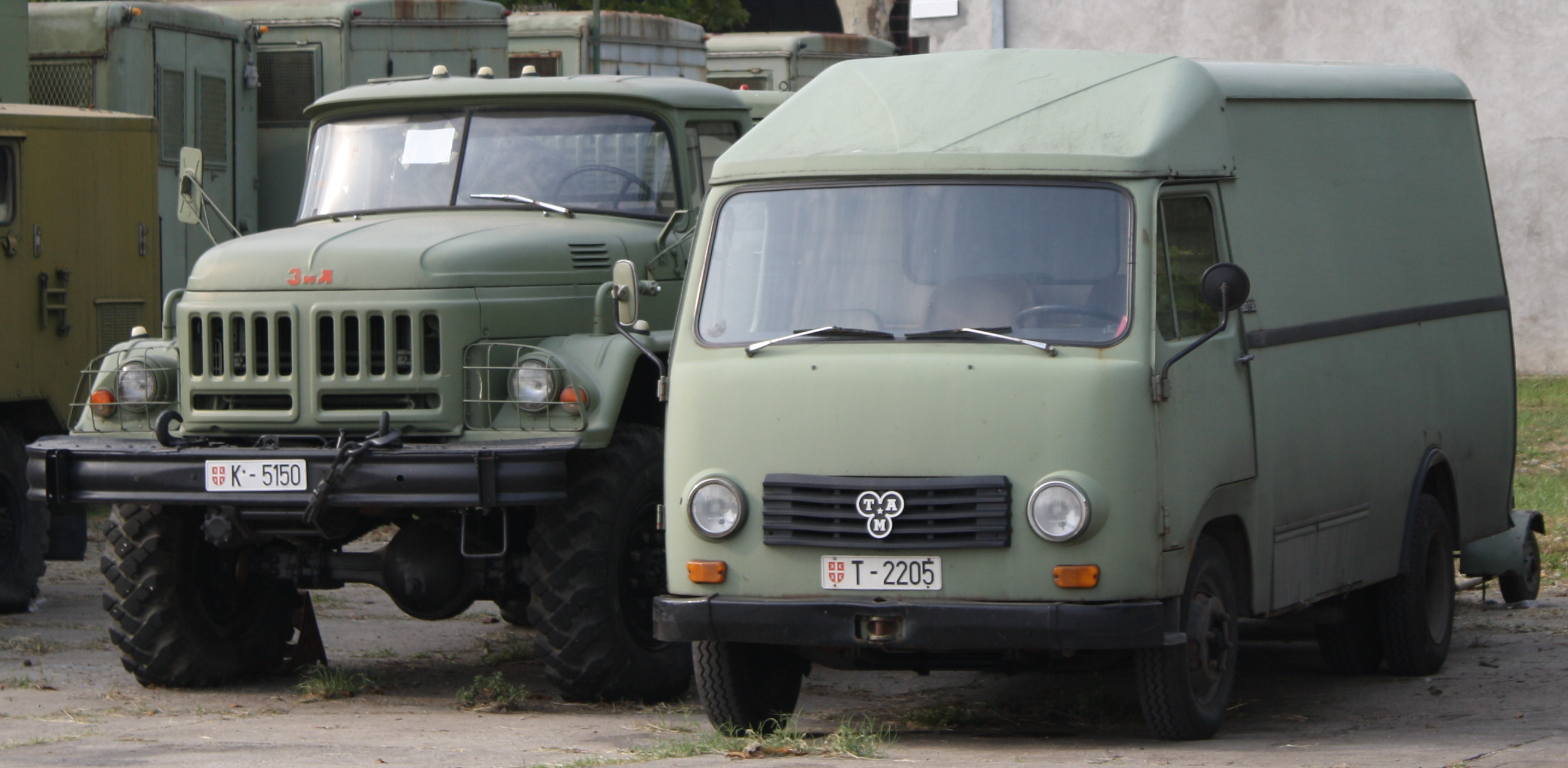
TAM 80 w serbskiej armii
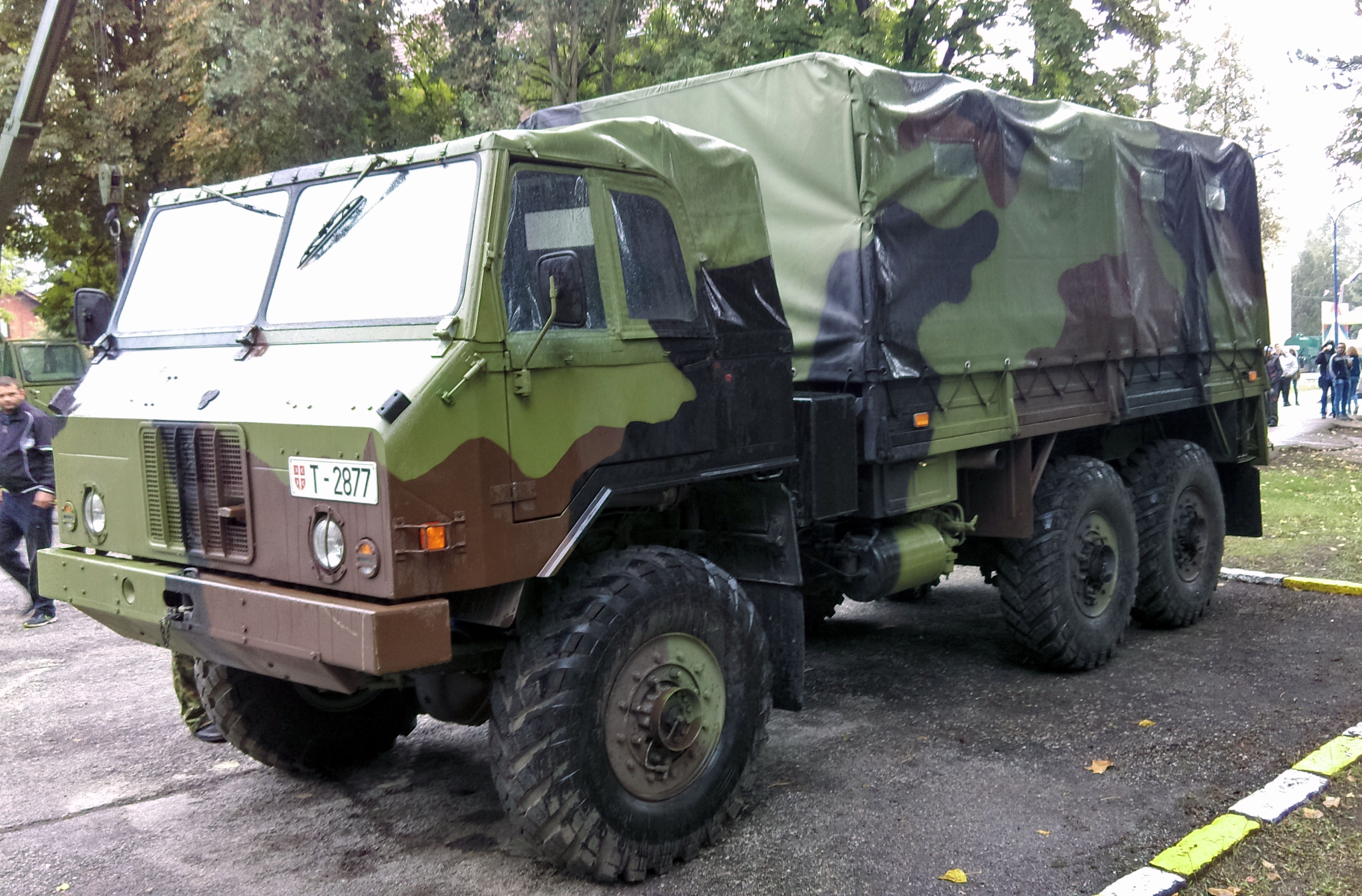
TAM 150 w serbskiej armii
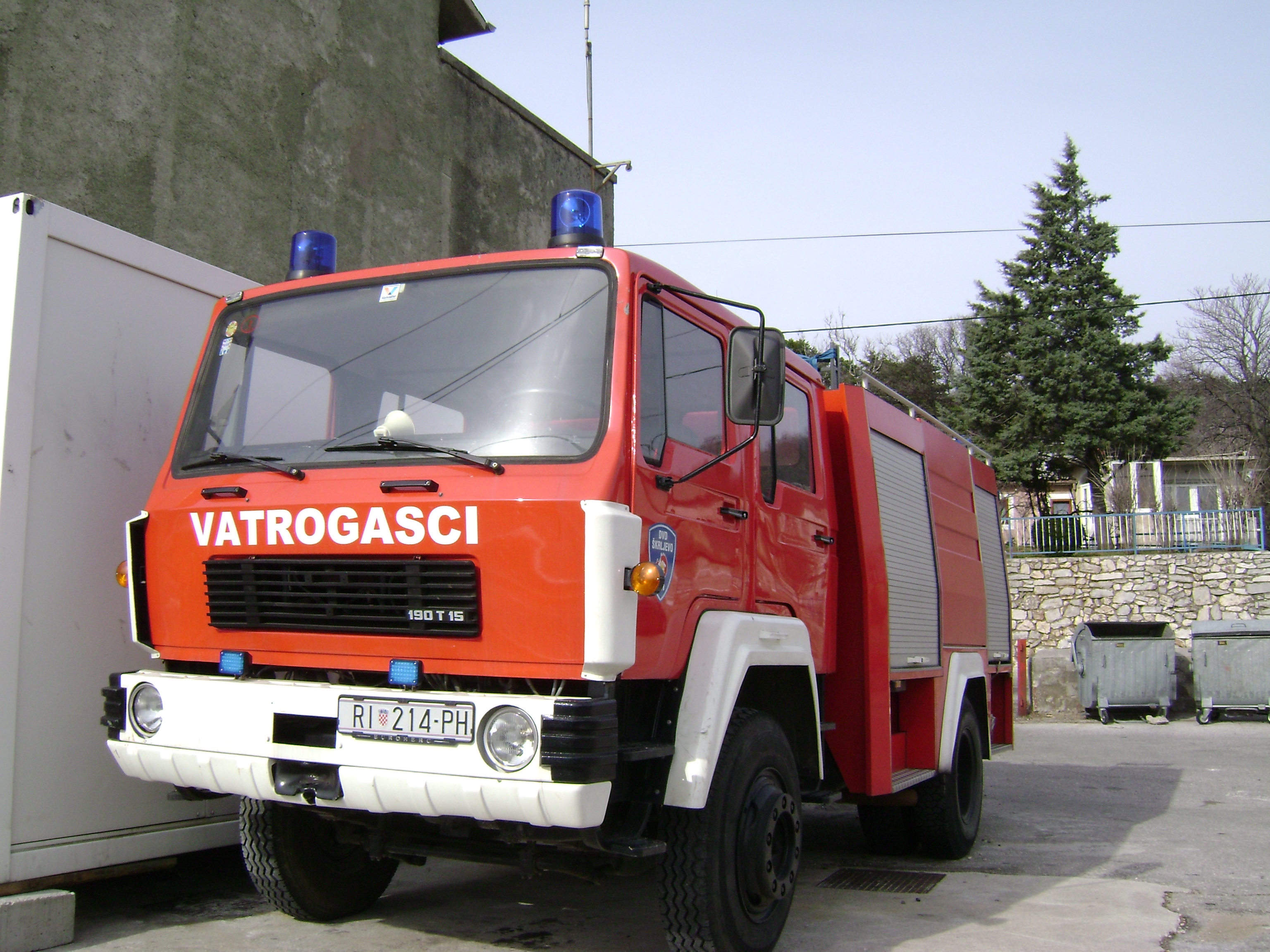
TAM 190 T 15 jako wóz strażacki
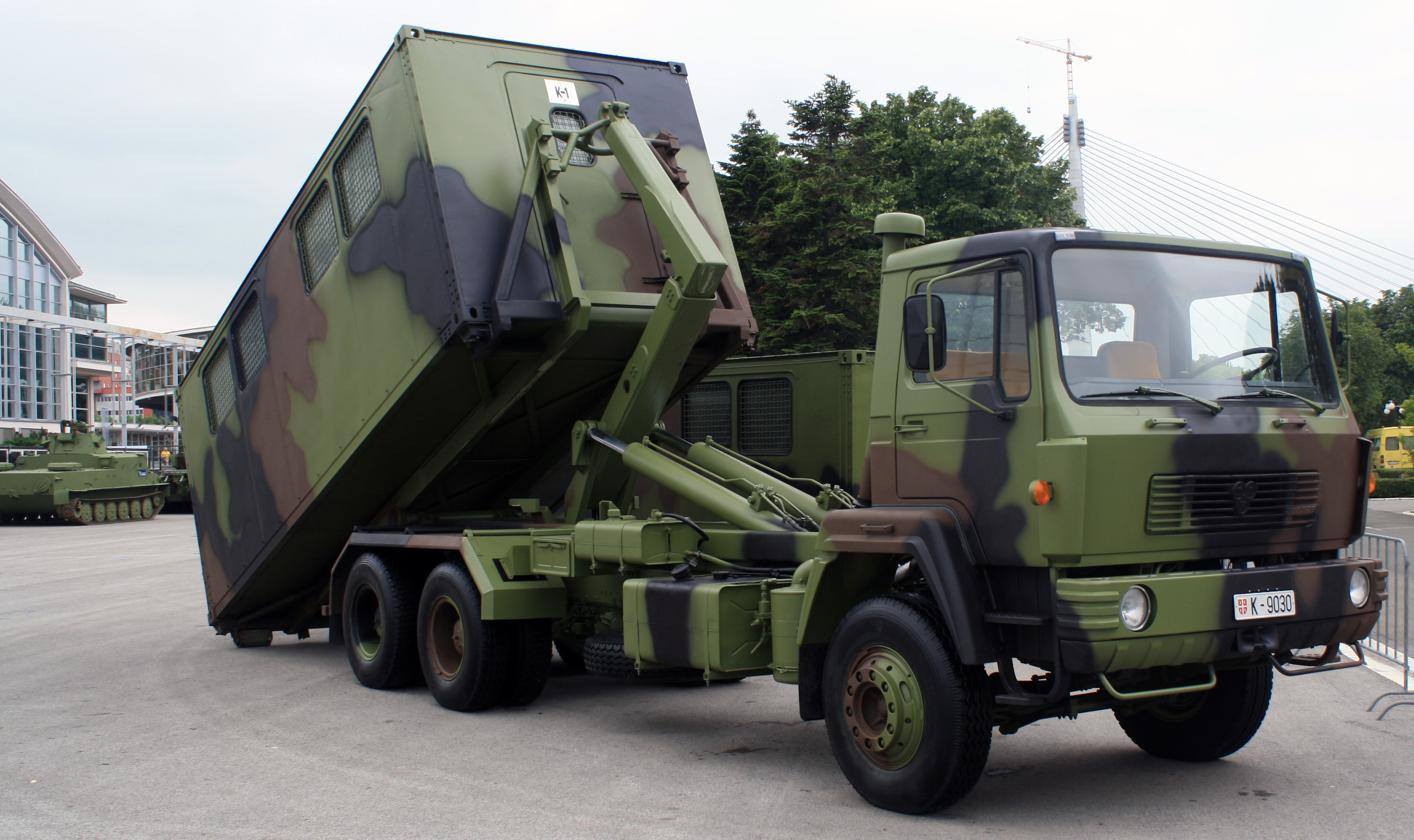
TAM 260 w serbskiej armii
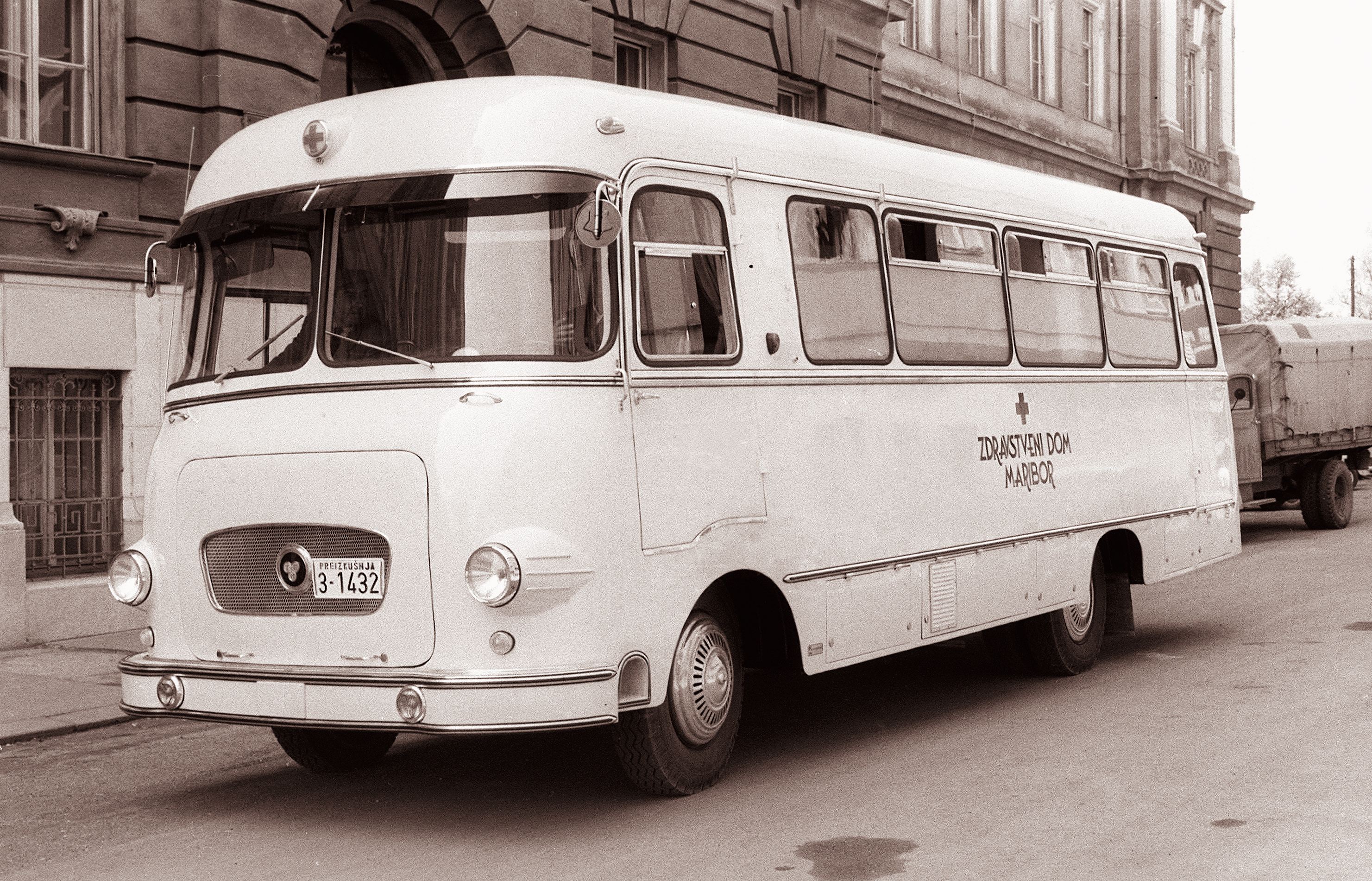
TAM A3000
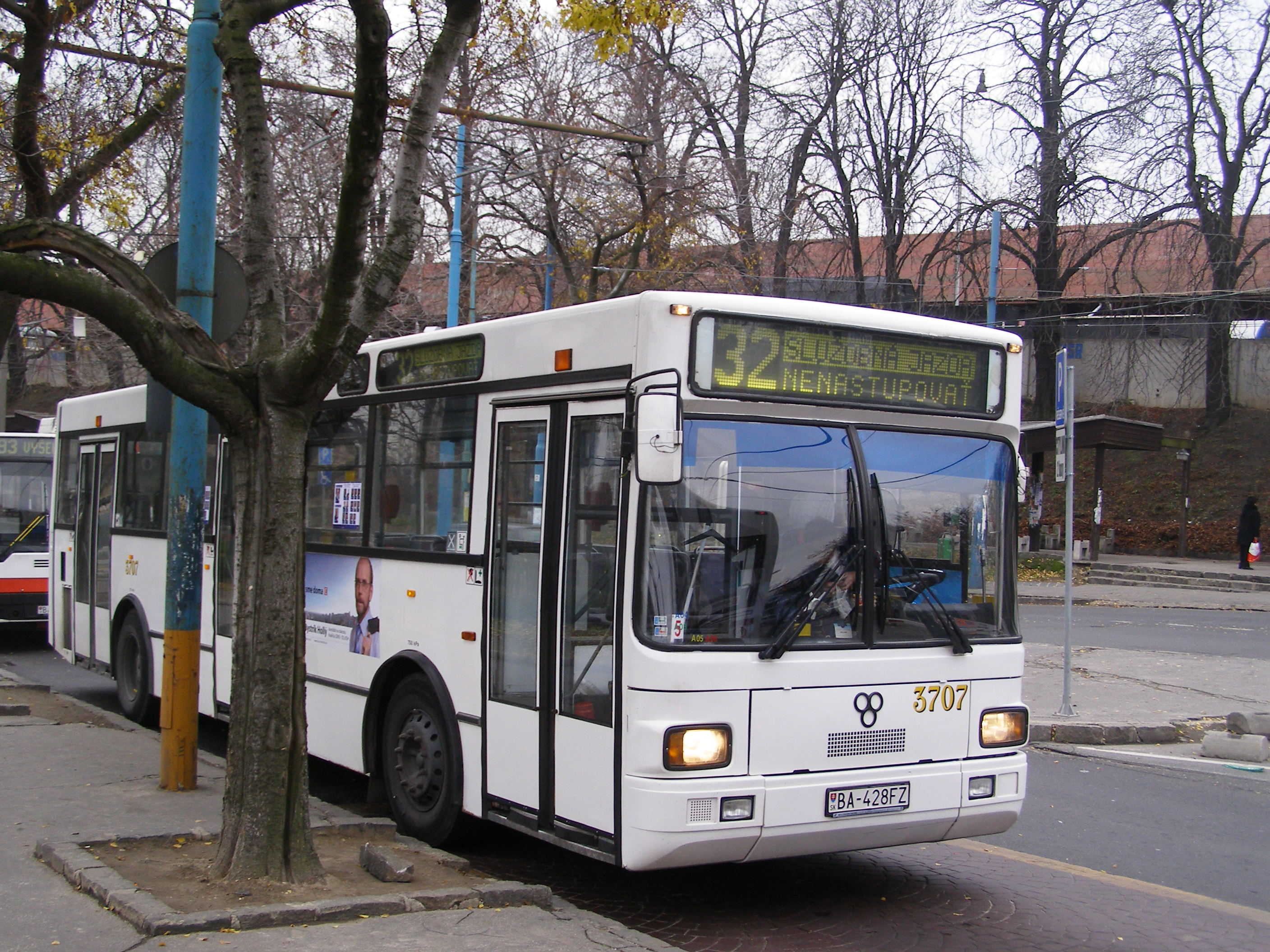
TAM 232 A 116 M w Bratysławie
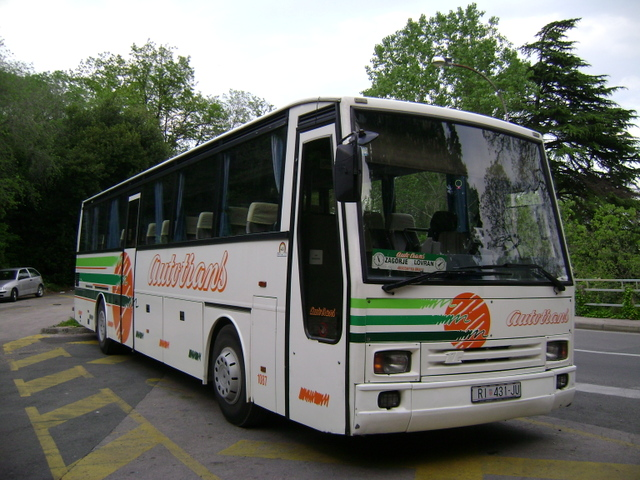
TAM 260 A 119
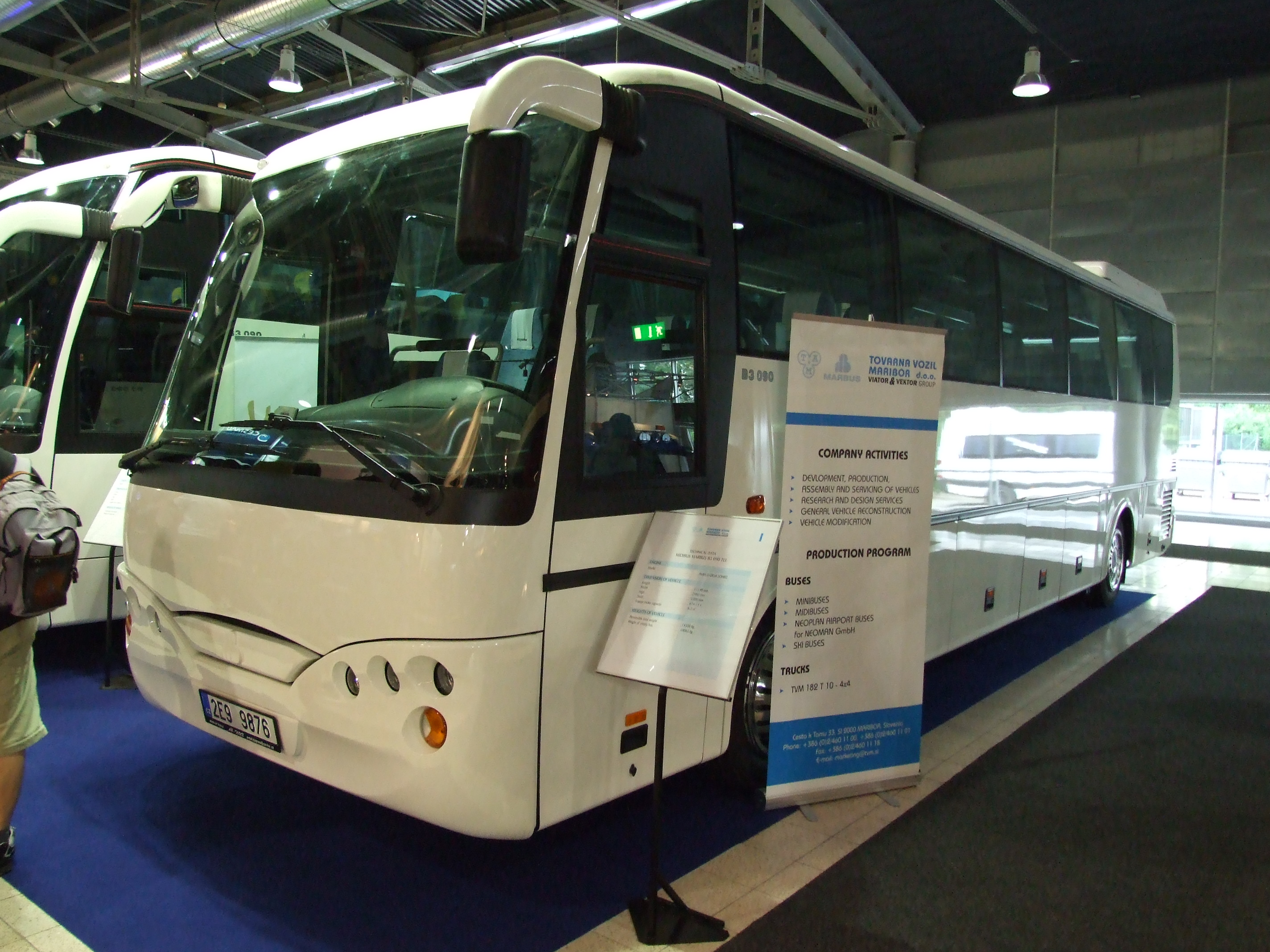
TAM-Marbus B3 090 TLL